# Ignacy Skorupka

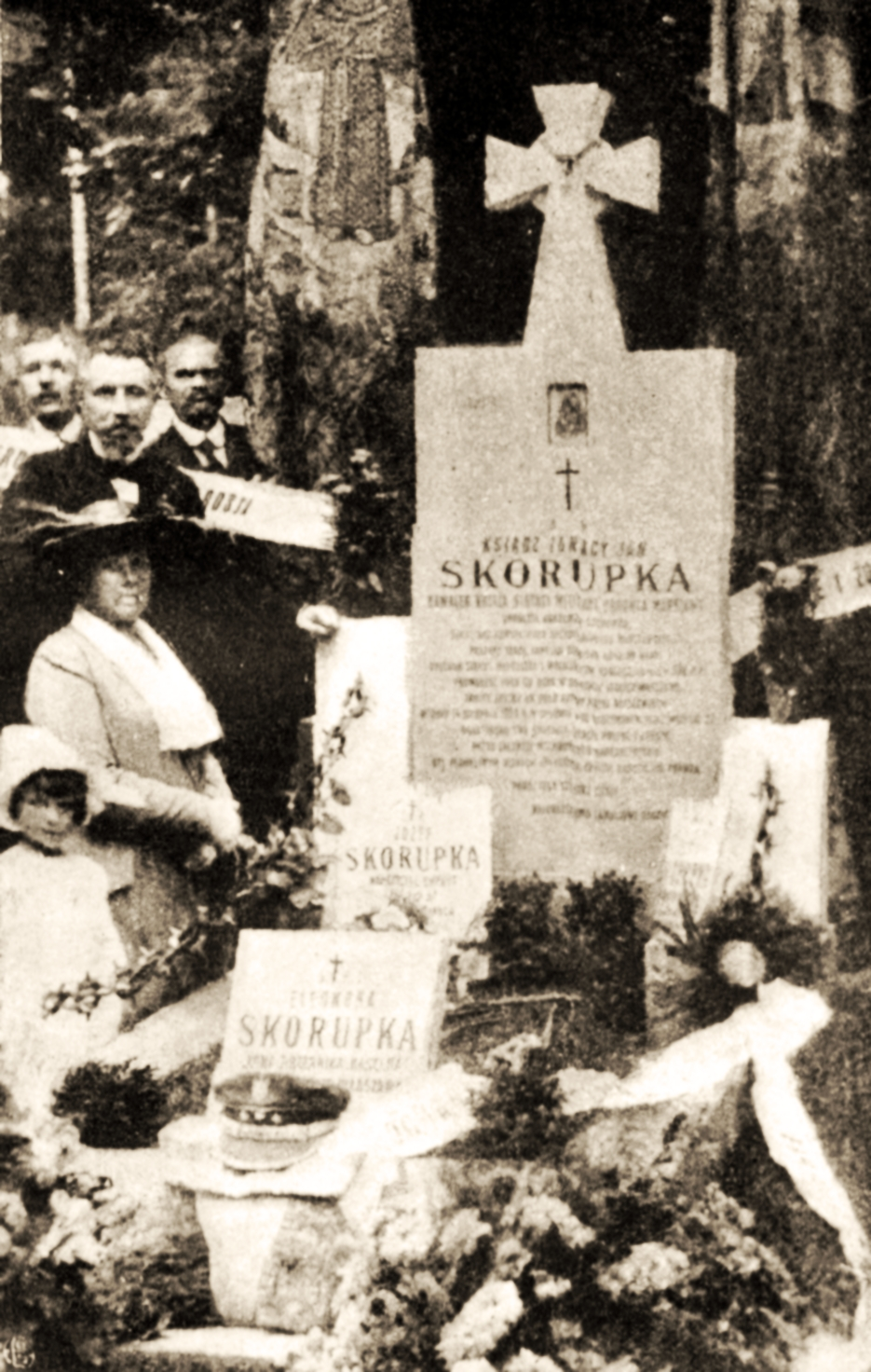
Grób ks. Ignacego Skorupki, Powązki, kwatera 244 – IV brama. Rodzina w pierwszą rocznicę śmierci 14 sierpnia 1921

Ignacy Jan Skorupka herbu Ślepowron (ur. 31 lipca 1893 w Warszawie, zm. 14 sierpnia 1920 pod Ossowem) – polski ksiądz katolicki, kapelan Wojska Polskiego. Jego śmierć stała się jednym z symboli Bitwy Warszawskiej.

## Życiorys

### Młodość i wykształcenie
Ignacy Skorupka, herbu Ślepowron, urodził się w Warszawie, w domu przy ulicy Ciepłej 3 w robotniczej dzielnicy Wola. Był najstarszym synem Adama Skorupki, urzędnika towarzystwa ubezpieczeniowego w Warszawie, pochodzącego ze szlachty zagrodowej z Podlasia, i Eleonory z Pomińskich, córki powstańca z 1863 roku; jego młodszym bratem był znany działacz harcerski okresu międzywojennego, harcmistrz Kazimierz Skorupka. 
Ukończył 4 klasy gimnazjum filologicznego Kowalskiego w Warszawie. W 1909 roku wstąpił do Warszawskiego Seminarium Duchownego. Rektor Seminarium scharakteryzował go jako osobę wątłą i anemiczną. Po ukończeniu seminarium i niższych święceniach został jesienią 1914 roku skierowany do Cesarskiej Rzymskokatolickiej Akademii Duchownej w Piotrogrodzie. Zainicjował tam powstanie kółka literackiego „Polonia”, wygłaszając w nim odczyty. Od lipca 1915 roku opiekował się ewakuowaną rodziną przybyłą do Petersburga. 26 stycznia 1916 roku przyjął święcenia prezbiteratu, lecz z powodu kłopotów rodzinnych nie zaliczył jednego z egzaminów i stracił prawo do kontynuowania nauki w Akademii.

### Posługa kapłańska
W 1917 roku przez kilka miesięcy był proboszczem  w Bogorodsku koło Moskwy. Następnie, od września 1917 do sierpnia 1918 roku, pełnił tę samą funkcję w Klińcach (obecnie Klincy) w guberni czernihowskiej. W Klińcach prowadził tajną polską drużynę harcerską, tam właśnie na jego ręce młodszy brat Kazimierz złożył przyrzeczenie harcerskie. Uczył też religii, języka polskiego, łacińskiego i greckiego w miejscowym gimnazjum. Był organizatorem placówek oświatowych i kulturalnych: szkoły początkowej dla dzieci polskich, teatru amatorskiego, towarzystw opiekuńczych. Stał się nieformalnym przywódcą dwutysięcznej grupy polskich uciekinierów osiadłych w Klińcach. Jeżdżąc do Kijowa, starał się o przyspieszenie ewakuacji tej grupy do Polski i następnie tę ewakuację zorganizował, powracając do kraju w końcu sierpnia. 
Po powrocie do Polski od września 1918 roku, pracował jako wikariusz w Łodzi w parafii Przemienienia Pańskiego. Założył Towarzystwo „Oświata”, zajmujące się rozwojem szkolnictwa polskiego i został jego prezesem. Towarzystwo to przejęło szkołę przy ul. Placowej – później placówka ta przyjęła imię ks. Ignacego Skorupki. 
We wrześniu 1919 roku ks. Skorupka został przeniesiony przez władze kościelne do Warszawy i objął stanowisko notariusza i archiwisty Kurii Metropolitalnej Warszawskiej. Jednocześnie był kapelanem Ogniska Rodziny Maryi przy ul. Zamoyskiego 30, prowadzonego przez siostry franciszkanki dla sierot i prefektem w kilku szkołach. Placówką w tym czasie kierowała siostra Matylda Getter. Prócz obowiązków w sierocińcu sprawował również funkcję notariusza i archiwisty kurii metropolitalnej. Ksiądz Ignacy Skorupka głosił kazania w kościołach warszawskich, m.in. w Wielkim Poście w 1920 roku w katedrze warszawskiej św. Jana Chrzciciela. W tym okresie pełnił funkcję komendanta męskiego hufca Okręgu Łódzkiego ZHP. 

### Bitwa Warszawska
W początku lipca 1920 roku, wobec zbliżania się wojsk bolszewickich, poprosił władze kościelne o zgodę na objęcie funkcji kapelana wojskowego. Początkowo jej nie uzyskał, dopiero dzięki poparciu biskupa polowego Wojska Polskiego Stanisława Galla został w końcu lipca kapelanem garnizonu praskiego. W koszarach i na dworcach spowiadał żołnierzy ruszających na front. Dnia 7 lub 8 sierpnia został na własną prośbę mianowany kapelanem lotnym I batalionu 236 pułku piechoty Armii Ochotniczej. Batalion ten formował się w budynku szkoły im. Władysława IV na warszawskiej Pradze i składał się głównie z młodzieży gimnazjalnej i akademickiej. 
13 sierpnia wymaszerował na front wraz z batalionem, który został ostatecznie włączony do 36 pułku piechoty Legii Akademickiej. Wieczorem batalion dotarł do wsi Ossów (powiat wołomiński), leżącej na linii frontu. 14 sierpnia 1920 roku Ignacy Skorupka zginął od postrzału kulą ekrazytową w głowę podczas toczącej się pod tą wsią bitwy, będącej częścią Bitwy Warszawskiej.
Jego śmierć została zauważona dopiero po natarciu, wbrew później kreowanym legendom i hagiograficznym opisom nie prowadził on ataku z krzyżem w ręku, ale towarzyszył części nieostrzelanych żołnierzy pułku i zginął w czasie udzielania żołnierzowi ostatniego namaszczenia. Władysław Pobóg-Malinowski napisał, iż Skorupka zginął „śmiercią bardziej godną kapłana, ugodzony bowiem został zabłąkaną kulą w chwili, gdy w jakichś opłotkach, pochylony nad ciężko rannym żołnierzem, udzielał mu ostatnich pociech religijnych”.
W komunikacie Sztabu Generalnego WP z 16 sierpnia opisano „bohaterską śmierć ks. kapelana Ignacego Skorupki [...], który w stule i z krzyżem w ręku przodował atakującym oddziałom”. Dowódca kompanii ppor. Mieczysław Słowikowski w swych wspomnieniach napisał, że zgodził się na wzięcie udziału ks. Skorupki w ataku i że widział moment jego upadku.

## Upamiętnienie
Ciało Ignacego Skorupki przewieziono do Warszawy. 17 sierpnia w kościele garnizonowym przy ul. Długiej, a następnie na Powązkach miały miejsce uroczystości pogrzebowe z udziałem najwyższego duchowieństwa oraz przedstawicieli rządu i generalicji. Generał Józef Haller udekorował trumnę ks. Skorupki nadanym pośmiertnie Krzyżem Srebrnym Orderu Virtuti Militari.
Śmierć ks. Skorupki została wykreowana na jedną ze składowych legendy „cudu nad Wisłą”.  Według ówczesnej prawicy zwycięstwo w bitwie warszawskiej było rezultatem cudu, a nie planu kontrnatarcia Piłsudskiego i w taką narrację wpisywano śmierć Skorupki.  Kolejne rocznice bitwy były okazją do szerzenia legendy księdza Skorupki
W 1921 roku w Ossowie w domniemanym miejscu śmierci kapłana postawiono krzyż z tablicą informacyjną, a na cmentarzu Powązkowskim uroczyście poświęcono jego nagrobek (kwatera 244-5-15). W tym samym roku w Nowym Jorku odsłonięto upamiętniającą go tablicę, ufundowaną przez Polonię amerykańską. Postać ks. Skorupki widniała na płaskorzeźbie (zniszczonej po 1945 roku) pomnika bohaterów wojny polsko-sowieckiej na cmentarzu wojskowym. W 1930 powstał w Łodzi pierwszy pomnik Ignacego Skorupki, także w Warszawie zawiązano komitet budowy pomnika. 4 czerwca 1939 w Ossowie odsłonięto obelisk upamiętniający ks. Skorupkę i innych obrońców Warszawy (zniszczony po 1945, odbudowany po 1989). Także 4 czerwca 1939 położono kamień węgielny pod budynek szkoły im. ks. Skorupki. W Warszawie (1920), Łodzi i Poznaniu (1931) oraz kilku podwarszawskich miejscowościach nazwano jego imieniem ulice. 
W 1986 roku odznaczony został Gwiazdą Wytrwałości.
11 sierpnia 2010 roku Ignacy Skorupka został pośmiertnie odznaczony Orderem Orła Białego. Uroczystość wręczenia orderu na ręce bratanicy księdza odbyła się 14 sierpnia 2010 roku. W ceremonii, będącej fragmentem mszy ku uczczeniu pamięci ks. Skorupki i poległych razem z nim żołnierzy, brał udział prezydent Rzeczypospolitej Polskiej Bronisław Komorowski, sprawujący jednocześnie honorowy patronat obchodów rocznicy bitwy warszawskiej.

### Malarstwo
Postać Ignacego Skorupki była motywem wielu obrazów. Na zlecenie papieża Piusa XI powstało w Castel Gandolfo malowidło ścienne autorstwa Jana Henryka Rosena, przedstawiające bitwę pod Ossowem z centralną postacią księdza; znalazła się też ona obok wizerunku Matki Boskiej Częstochowskiej w kaplicy polskiej w Loreto. Widniała także na tryptyku w kościele Matki Bożej Zwycięskiej na Kamionku, którego prawe skrzydło było obrazem bitwy pod Ossowem. Obrazy bitwy, z centralną postacią ks. Skorupki, namalowali m.in. Jerzy Kossak, Roman Bratkowski i Bolesław Nawrocki. W obiegu były pocztówki z wizerunkiem kapłana i Matki Boskiej.

### Literatura
Osobie ks. Skorupki poświęcone były także utwory literackie: wiersz Mieczysława Zielenkiewicza Ksiądz-bohater, dramaty Bitwa pod Radzyminem czyli śmierć księdza Skorupki Stefana Gozdawy Wiecheckiego i Ksiądz Skorupka Tadeusza Konczyńskiego, powieść Bój pod Radzyminem Józefa Relidzyńskiego. Do roku 1939, zwłaszcza w rocznicę śmierci, ukazywały się też liczne artykuły i wspomnienia. 

### Filmy
W 2005 roku powstał biograficzny film dokumentalny o ks. Ignacym Skorupce w reż. Leszka Wiśniewskiego pt. Zwyczajny bohater. W fabularnym filmie Jerzego Hoffmana 1920 Bitwa warszawska w rolę księdza Skorupki wcielił się Łukasz Garlicki.

## Galeria

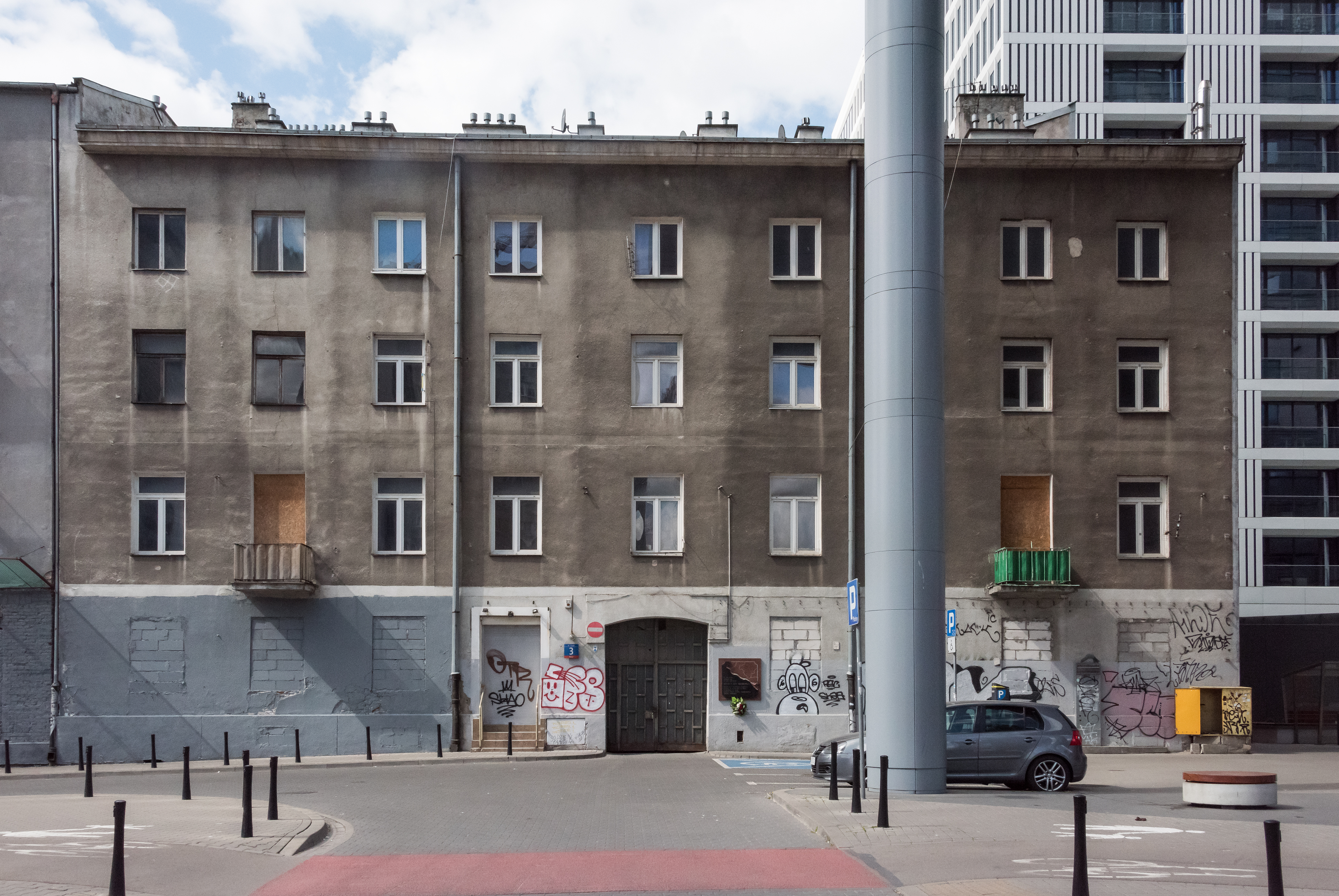
Kamienica przy ul. Ciepłej 3 na warszawskim Mirowie, w której urodził się ks. Ignacy Skorupka
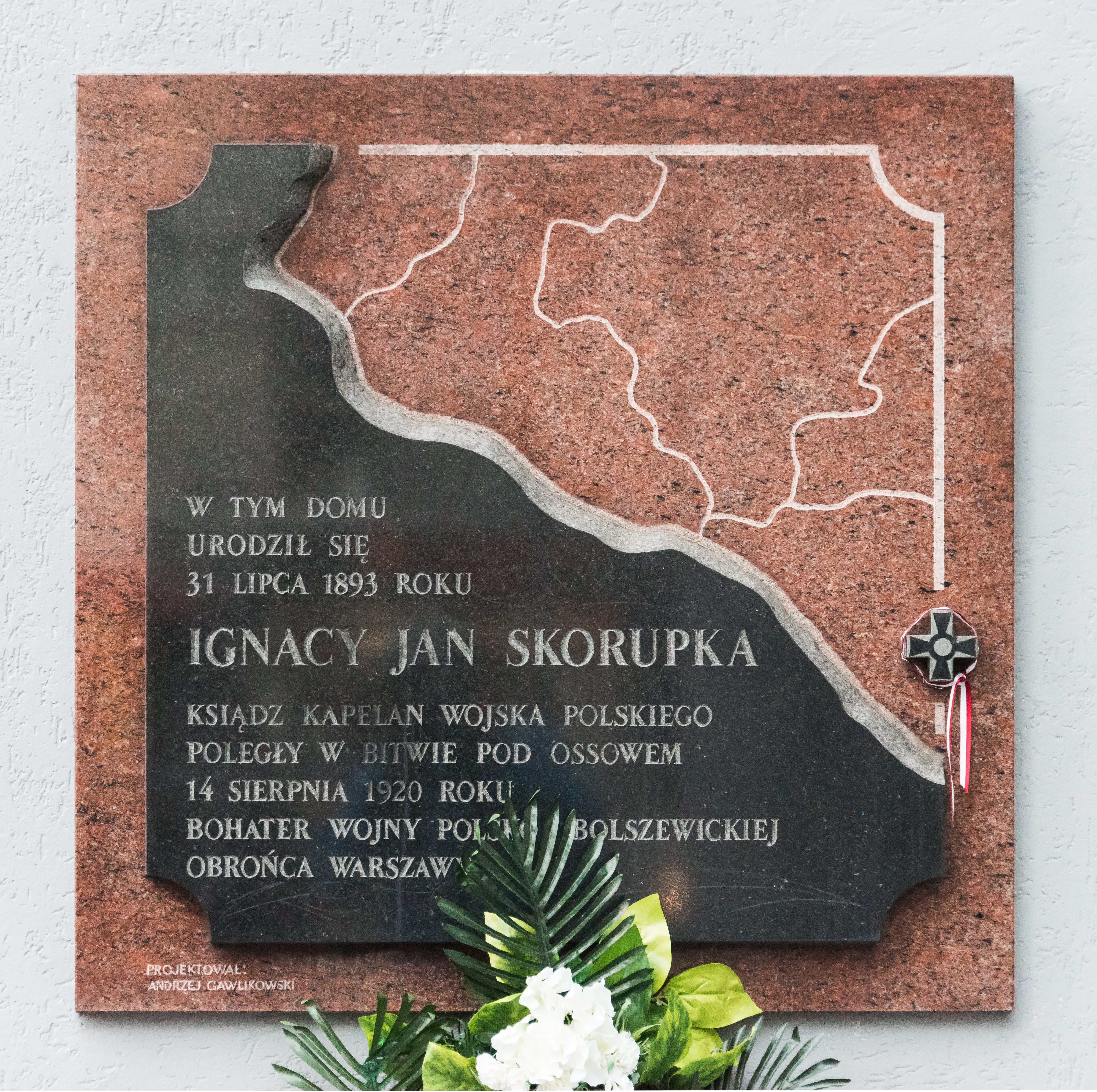
Tablica na fasadzie kamienicy przy ul. Ciepłej 3 w Warszawie
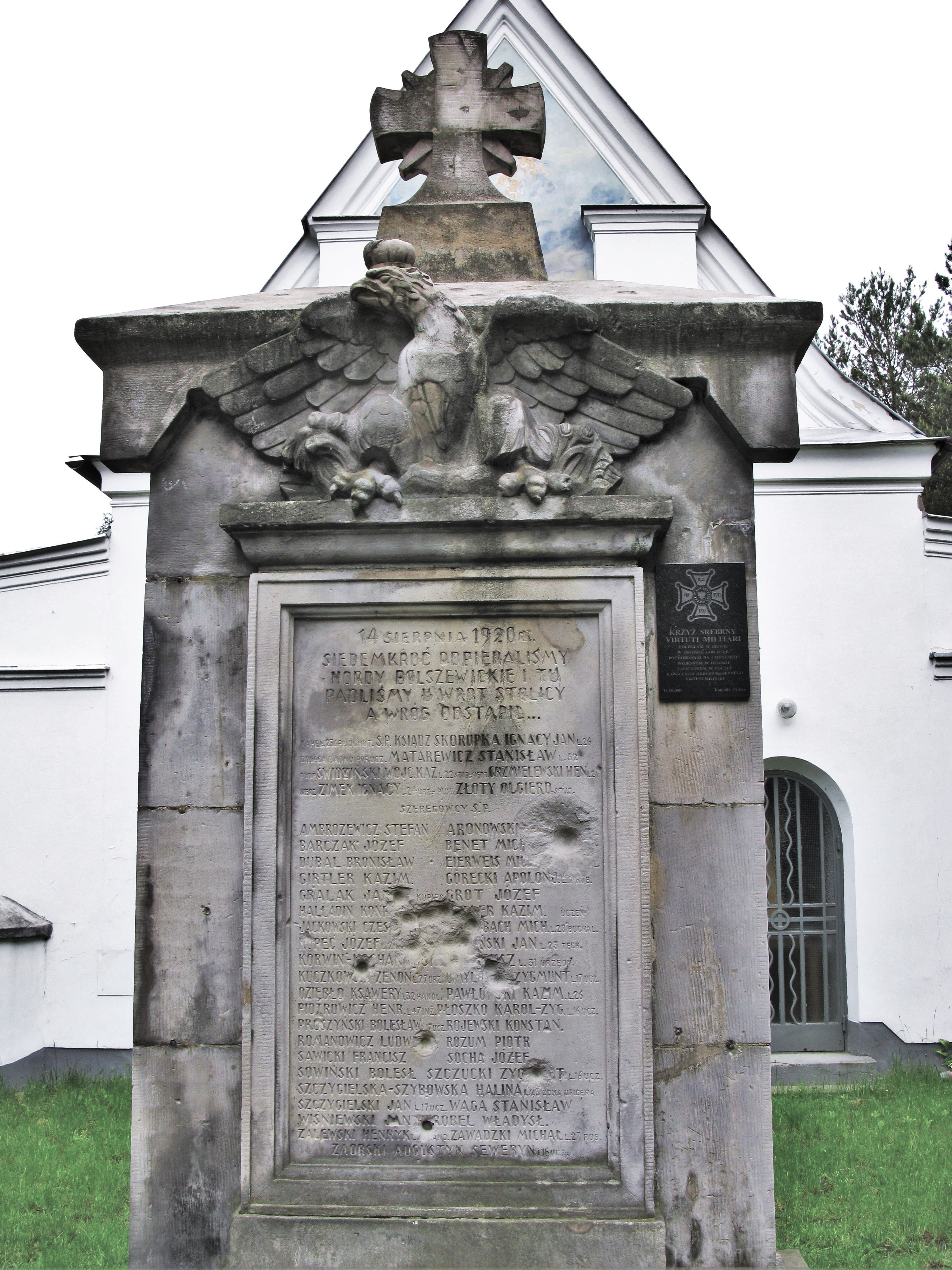
Obelisk na Cmentarzu Poległych w Bitwie Warszawskiej w Ossowie
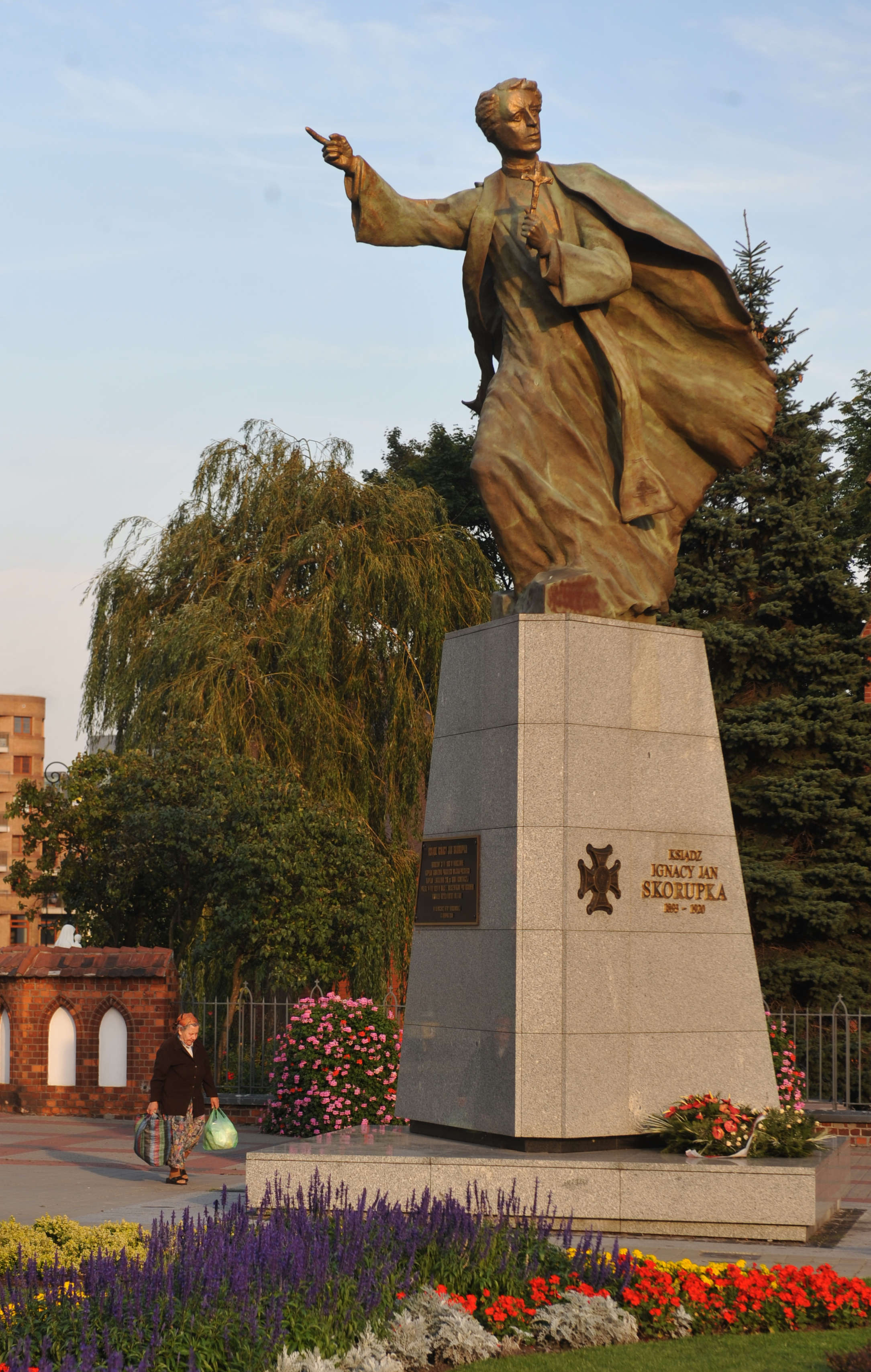
Pomnik księdza Ignacego Skorupki przed bazyliką katedralną św. Michała i św. Floriana w Warszawie
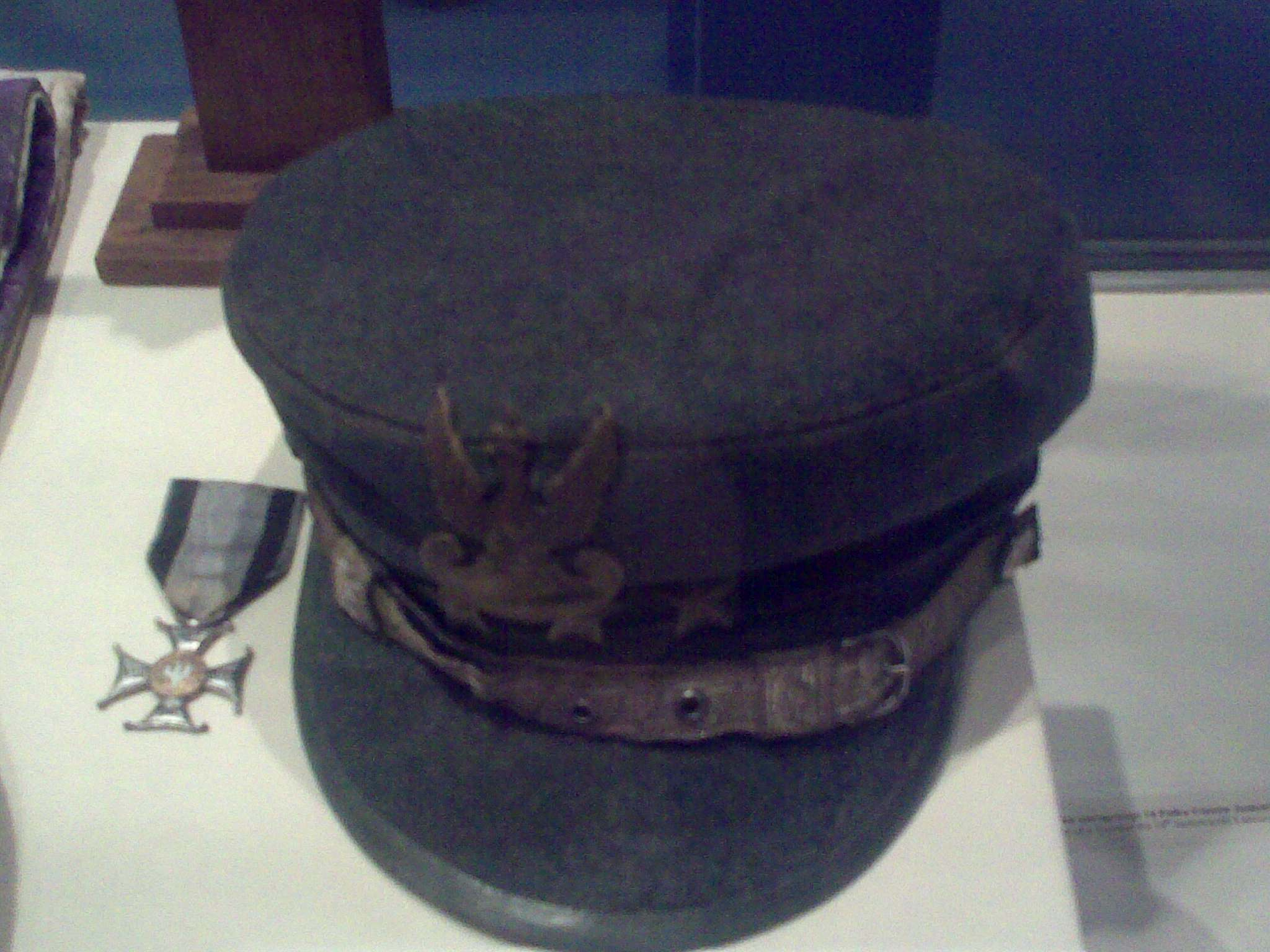
Czapka i Order Virtuti Militari V kl. po ks. I. Skorupce, ze zbiorów Muzeum Wojska Polskiego w Warszawie